# Horst Bauer (Architekt)

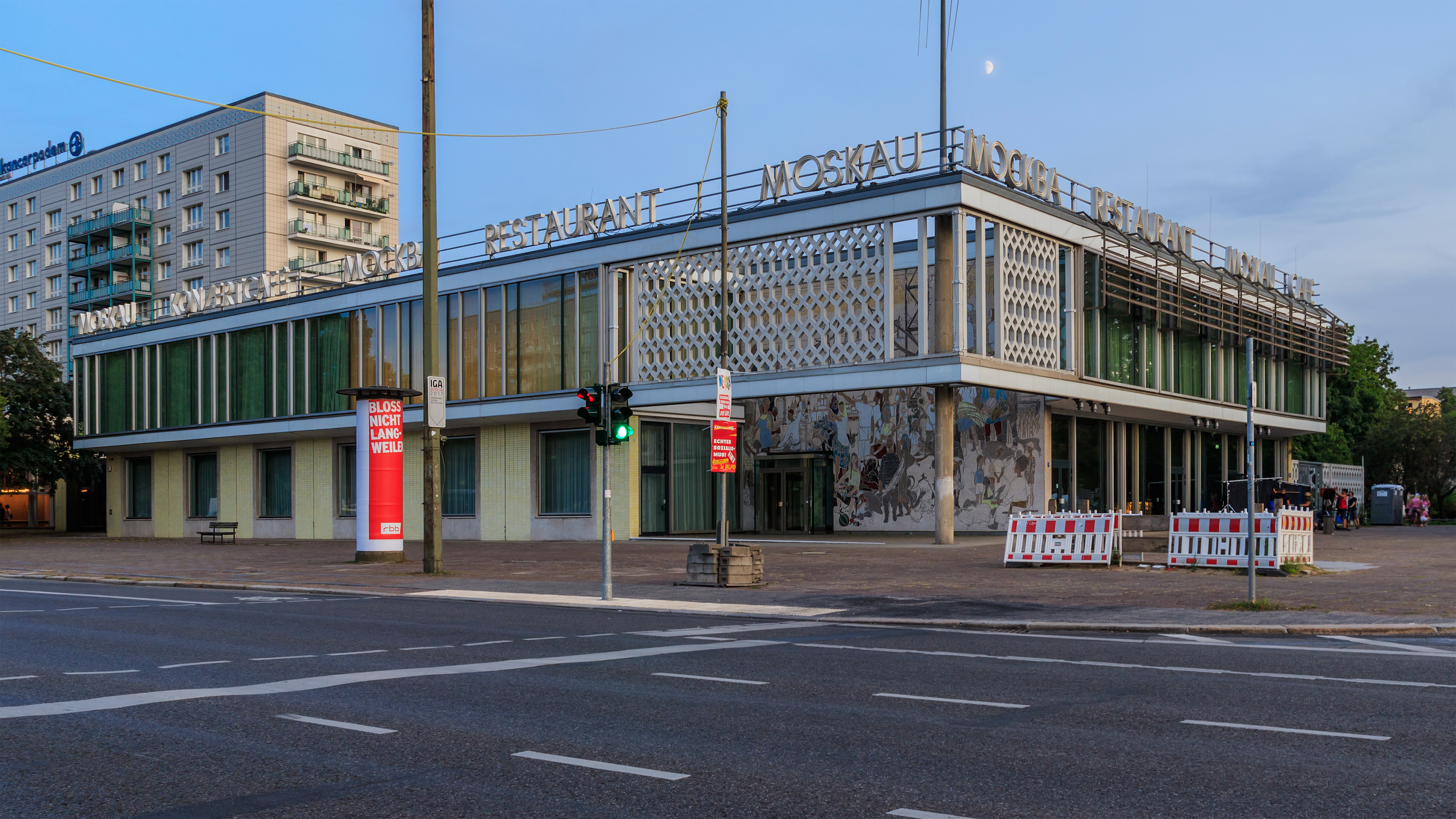
Das Café Moskau in Berlin, 2017

Horst Bauer (* 1928 in Lodz) ist ein deutscher Architekt. 
Als Leiter des Bau- und Montagekombinats Ingenieurhochbau Berlin (IHB) war er an der Gestaltung und Realisierung einer Vielzahl von Bauten in Ost-Berlin beteiligt. So wirkte er an der Verwirklichung der Karl-Marx-Allee unter der Leitung von Josef Kaiser mit.
Als Mitglied des Architektenkollektivs Botschaften und Residenzen Pankow erhielt er 1976 den Architekturpreis der Hauptstadt der DDR.

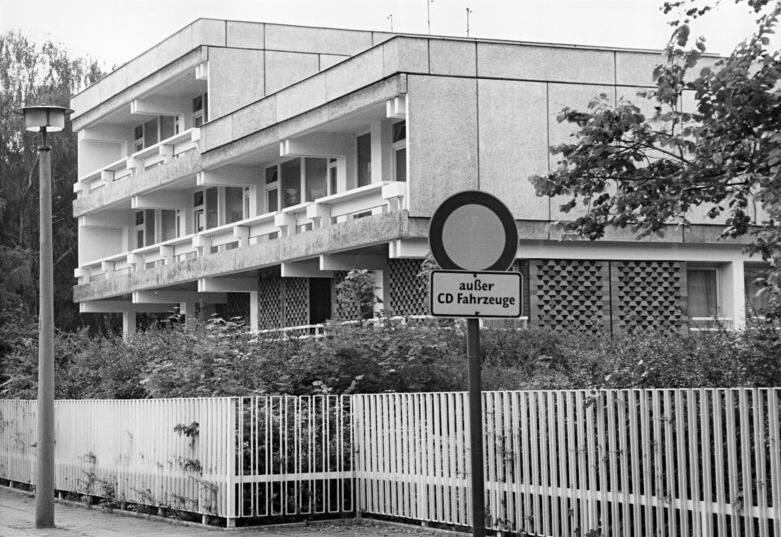
Irakische Botschaft in Niederschönhausen, 1990

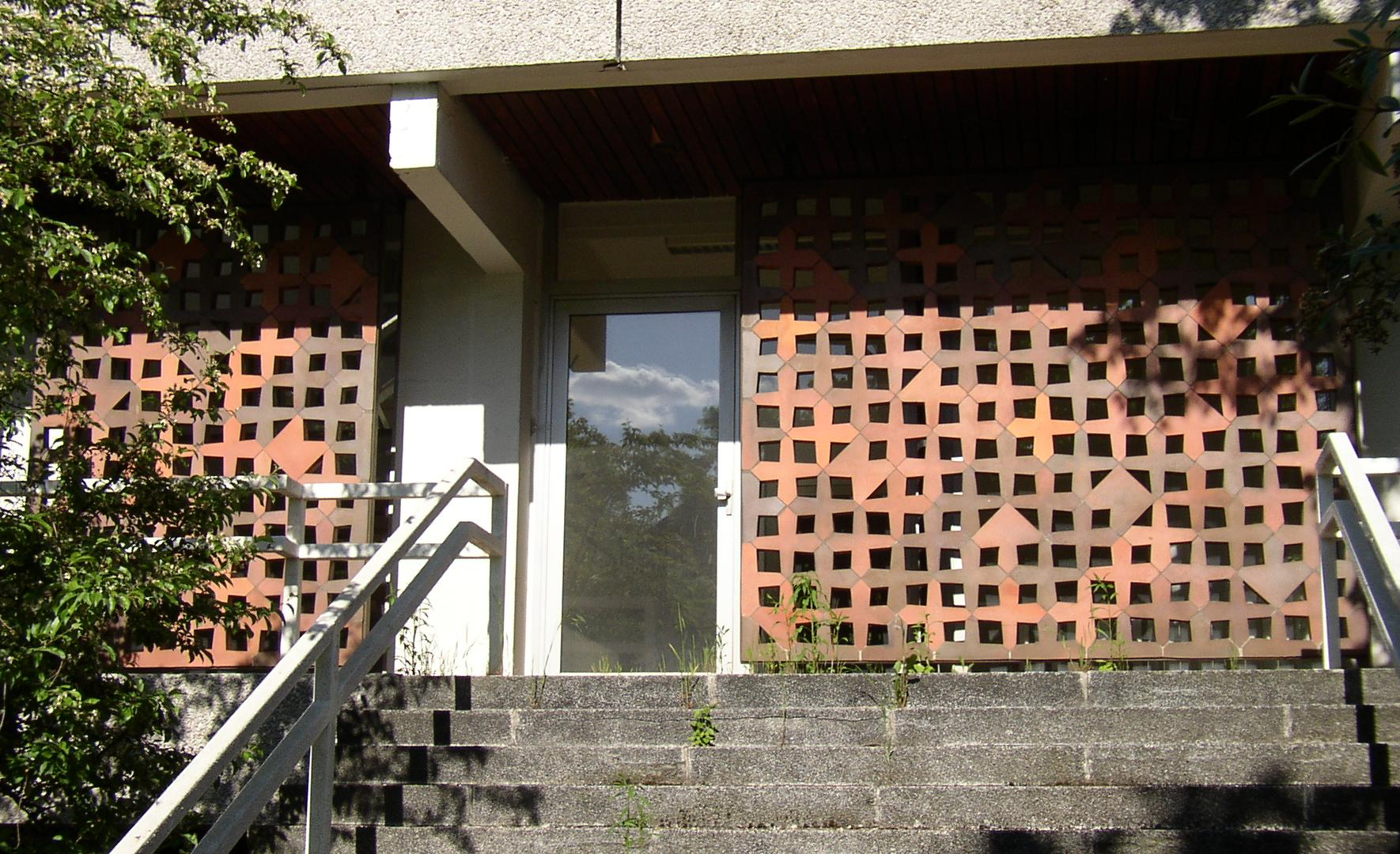
Eingangsdetail am Gebäude der früheren Australischen Botschaft in Ost-Berlin mit Keramiksteinen aus der Werkstatt von Hedwig Bollhagen

## Bauwerke (Auswahl)
- 1961–1964 Café Moskau mit Josef Kaiser
- 1974 Irakische Botschaft in der DDR
- 1974 Australische Botschaft bei der DDR
- 1974 Residenz des französischen Botschafters in Ost-Berlin
- 1974 Residenz des australischen Botschafters in Ost-Berlin
- 1974 Residenz des italienischen Botschafters in Ost-Berlin
- 1977 Residenz des polnischen Botschafters in Ost-Berlin